# Dew
Dew（デュー）は、日本の2人組音楽グループ。
ビクターエンタテインメント所属。

## 概要・来歴
高校時代をカナダのリッチモンド・インターナショナル・ハイスクールで過ごした2人が在学中に結成。ユニット名は「朝露」「純粋なもの」を意味する英語で、自分たちの音楽も朝露のように純粋で人々の心を潤す存在であって欲しいという願いを込めて付けられた。
2006年、watermark RECORDSよりアルバム『croquis』でインディーズデビュー。2007年11月にBabeStarからシングル「プレゼント」を発表、メジャー・デビュー。2008年7月にはビクターエンタテインメント移籍後初となるミニ・アルバム『花図鑑』を発表。ユニットとしての活動の他にも、オトナモードやHiza:kiのアルバムにコーラスなどでも参加している。

## メンバー
- 清水 悠（しみず ゆう、1985年6月25日 - ）
  - ボーカル担当。血液型A型。大阪府出身。
- 大西 春奈（おおにし はるな、1985年10月12日 - ）
  - ボーカル・ピアノ担当。血液型O型。兵庫県出身。
  - 本名：山口 春奈（やまぐち はるな、旧姓：大西）

## ディスコグラフィー

### シングル

#### シングル
| 枚  | 発売日         | タイトル             |
| --- | -------------- | -------------------- |
| 1st | 2007年11月7日  | プレゼント           |
| 2nd | 2008年11月26日 | My Special Day       |
| 3rd | 2009年4月8日   | Thank You            |
| 4th | 2010年1月27日  | 君へ～forever friend |
| 5th | 2010年11月17日 | CRY                  |

#### 配信限定シングル
| 枚   | 発売日         | タイトル                                                               |
| ---- | -------------- | ---------------------------------------------------------------------- |
| 1st  | 2008年2月6日   | Live at duo 2007.12.16                                                 |
| 2nd  | 2008年7月16日  | ダンデライオン/Cherry brossoms                                         |
| 3rd  | 2008年7月30日  | 向日葵/リリー                                                          |
| 4th  | 2008年8月13日  | White Rose/紫陽花                                                      |
| 5th  | 2008年8月20日  | innocent bouquet                                                       |
| 6th  | 2008年10月1日  | SAKURAドロップス/コスモス                                              |
| 7th  | 2009年4月22日  | Thank you                                                              |
| 8th  | 2009年5月13日  | 虹                                                                     |
| 9th  | 2009年11月4日  | Christmas bouquet                                                      |
| 10th | 2009年11月25日 | "hand crafted quality” Dew Maple Collection - Selected by BLENZ coffee |
| 11th | 2010年9月1日   | 季節を追いかけて                                                       |

### アルバム

#### オリジナル・アルバム
| 枚   | 発売日                                                  | タイトル                              |
| ---- | ------------------------------------------------------- | ------------------------------------- |
| 1st  | 2009年5月13日（期間限定生産盤） 2009年8月19日（通常盤） | PRESENT                               |
| 2nd  | 2010年12月15日                                          | SEASONS                               |
| BEST | 2011年10月19日                                          | Message ～best collection 2006-2011～ |

#### 配信限定アルバム
| 枚  | 発売日       | タイトル                      |
| --- | ------------ | ----------------------------- |
| 1st | 2011年4月6日 | SEASONS～日々の宝物 LIVE 2011 |

#### コンセプト・アルバム
| 枚  | 発売日        | タイトル    |
| --- | ------------- | ----------- |
| 1st | 2008年7月30日 | 花図鑑      |
| 2nd | 2008年10月1日 | 花図鑑 別冊 |

#### インディーズ・アルバム
| 枚  | 発売日        | タイトル |
| --- | ------------- | -------- |
| 1st | 2006年8月23日 | croquis  |

### 参加作品
- 未来の花束（2011年11月2日）
  - ぷいぷい軽音部[2]の一員として参加。

## タイアップ
| 曲名                   | タイアップ |
| プレゼント             | マックスファクター『デュアル エフェクト ファンデーション』CMソング                                             |
| Cherry blossoms        | サンケイリビング新聞社『レイウエディング』CMソング                                                             |
| リリー                 | JA共済『ガンバレ介助犬』CMソング                                                                               |
| My Special Day         | 毎日コミュニケーションズ『マイナビ進学2009』CMソング                                                           |
| My Special Day         | 毎日放送2008年10月の『おいしいうた』                                                                           |
| From my heart          | 全薬工業『新ジキニン 顆粒』CMソング                                                                            |
| Thank You              | NTT『DENPO115』NTT東日本エリアCMソング                                                                         |
| Thank You              | 毎日放送2009年4月の『おいしいうた』                                                                            |
| クロノス〜時の贈り物〜 | JFN系列TOKYO FM『中西哲生のクロノス』 オープニングテーマ（2010年4月1日 - 2011年9月30日）                       |
| 季節を追いかけて       | 「第64回秋季関東地区高校野球大会ダイジェスト～ROAD TO センバツ～」 エンディング曲 スズキ・新型パレットCMソング |

## テレビ
- ハッピーMusic（日本テレビ、2010年11月20日）出演